# Fitch Award
Der Fitch Award wird seit 1998 jährlich von der Amerikanischen Gesellschaft der Ichthyologen und Herpetologen (American Society of Ichthyologists and Herpetologists, ASIH) vergeben.
Gewürdigt werden damit nachhaltige, herausragende Leistungen von Einzelpersonen in der Erforschung der Biologie von Amphibien und/oder Reptilien. Besonders berücksichtigt werden Forscher, die mit ihrer Arbeit zu einem besseren Verständnis über die Systematik, Ökologie, Naturgeschichte und zum Artenschutz von Amphibien und Reptilien beigetragen haben.
Der Award, bestehend aus einem Geldpreis und einer Urkunde, wird jeweils im Rahmen der Jahresversammlung der ASIH vergeben.
Er ist benannt nach dem US-amerikanischen Zoologen und Herpetologen Henry Sheldon Fitch.
Nominierungen können durch jeden beliebigen Herpetologen erfolgen und sollen den Lebenslauf des Kandidaten, das Besondere seiner Beiträge und ihre Auswirkungen auf die Herpetologie umfassen. Auch eine Eigenkandidatur ist erlaubt.

## Preisträger
- 1998: A. Stanley Rand
- 1999: David B. Wake
- 2000: Jay Mathers Savage
- 2002: Robert F. Inger
- 2003: Richard Shine
- 2004: Harry W. Greene
- 2005: Margaret M. Stewart
- 2006: J. Whitfield Gibbons
- 2007: Edmund D. Brodie
- 2008: Stevan Arnold
- 2009: R. Bruce Bury
- 2010: Thomas W. Schoener
- 2011: Ray Semlitsch
- 2012: Jonathan A. Campbell
- 2013: Roy W. McDiarmid
- 2014: Marvalee H. Wake
- 2015: Patrick T. Gregory
- 2016: George Robert Zug
- 2017: Henry Mushinsky
- 2018: James P. Collins
- 2019: Victor H. Hutchison
- 2020: Martha L. Crump
- 2021: Darrel Frost
- 2022: Raymond B. Huey
- 2023: Maureen A. Donnelly
- 2024: Harvey B. Lillywhite
- 2025: Stephen Mackessy